# Diocesi di Oca
La diocesi di Oca (in latino Dioecesis Ocoea) è una sede soppressa del patriarcato di Costantinopoli e sede titolare della Chiesa cattolica.

## Storia
Oca, la cui localizzazione nell'odierna Turchia resta ancora sconosciuta, è un'antica sede episcopale della provincia romana dell'Ellesponto nella diocesi civile di Asia. Faceva parte del patriarcato di Costantinopoli ed era suffraganea dell'arcidiocesi di Cizico.
La diocesi è documentata nelle Notitiae Episcopatuum del patriarcato di Costantinopoli fino al XII secolo.
Sono tuttavia solo tre i vescovi noti di questa antica sede episcopale. Alessandro prese parte al concilio di Calcedonia nel 451 e sottoscrisse nel 458 la lettera dei vescovi dell'Ellesponto all'imperatore Leone dopo la morte di Proterio di Alessandria.. Simeone assistette al secondo concilio di Nicea nel 787. Strategio partecipò al concilio di Costantinopoli dell'879-880 che riabilitò il patriarca Fozio di Costantinopoli.
Dal 1933 Oca è annoverata tra sedi vescovili titolari della Chiesa cattolica; il titolo finora non è stato assegnato.

## Cronotassi dei vescovi greci
- Alessandro † (prima del 451 - dopo il 458)
- Simeone † (menzionato nel 787)
- Strategio † (menzionato nell'879)